# Tovar (Mérida)
Pour les articles homonymes, voir Tovar.
Tovar est l'une des vingt-trois municipalités de l'État de Mérida au Venezuela. Son chef-lieu est Tovar. En 2011, la population s'élève à 38 455 habitants.

## Géographie

### Subdivisions
La municipalité est divisée en quatre paroisses civiles qui ont toutes la même capitale (entre parenthèses) :
- El Amparo (Tovar) ;
- El Llano (Tovar) ;
- San Francisco (Tovar) ;
- Tovar (Tovar).